# Glendivan Burn
Der Glendivan Burn ist ein Wasserlauf in Dumfries and Galloway, Schottland. Er entsteht an der Westseite des Auldshields Hill und fließt in generell westlicher Richtung bis zu seiner Mündung in den Meikledale Burn westlich des Weilers Glendivan, in dem er einen südlichen Bogen um den Bittleston Height beschreibt .